# Деомидова, Юлия Александровна
Юлия Александровна Деомидова (15 сентября 1983) — российская биатлонистка, серебряный призёр чемпионата России 2003 года. Мастер спорта России по биатлону и зимнему полиатлону.

## Биография
Воспитанница ДЮСШ г. Ханты-Мансийска, первый тренер — Астраханцев Александр Сергеевич. Также тренировалась под руководством В. С. Анисимова. На юниорском уровне становилась абсолютной чемпионкой Всероссийских соревнований на «Приз Маматова». На взрослых соревнованиях представляла Ханты-Мансийск (Российская армия) и Омск (Училище олимпийского резерва).
На чемпионате России по биатлону 2003 года завоевала серебряную медаль в командной гонке в составе сборной ХМАО (Османова, Деомидова, Мезенцева, Фомина).
Училась в Омской государственной аграрной академии. В 2004 году завоевала бронзовую медаль на зимней универсиаде высших учебных заведений Минсельхоза России в лыжной гонке на 5 км свободным стилем. Помимо биатлона и лыж, также занималась зимним полиатлоном.
Завершила спортивную карьеру в середине 2000-х годов.